# Сретеновић
Сретеновић је српско патронимско презиме настало од мушког имена Сретен. Познате особе са овим презименом су:
- Зоран Сретеновић (рођен 1964), кошаркаш и тренер